# Junge (Lied)
Junge ist ein Lied der deutschen Punkrock-Band Die Ärzte. Es wurde von Farin Urlaub geschrieben und ist auf dem im November 2007 veröffentlichten Ärzte-Album Jazz ist anders als sechstes Stück enthalten, außerdem kam es bereits im Oktober 2007 als erste Singleauskopplung des Albums vorab auf den Markt.

## Musik und Inhalt
Das von harten Gitarrenriffs und einem eingängigen Refrain („und wie Du wieder aussiehst, Löcher in der Hose und ständig dieser Lärm...“) geprägte Lied ironisiert die Klagen enttäuschter Eltern über die nach ihren eher kleinbürgerlichen Maßstäben tragische Entwicklung ihres früher so „süßen“ jugendlichen Sohnes, besonders dessen Vorliebe für laute Rockmusik und punk-typisches Äußeres sowie mangelndes Karrierestreben. Formal ist das Lied ungewöhnlich, da die Strophen weder Reime noch ein Versmaß besitzen und der sich variierende Text des Refrains sich ausschließlich aus Reimen auf „Lärm“ zusammensetzt, die dafür extra angepasst werden („sterm“ statt sterben, „enterm“ statt enterben, „färm“ statt färben).

## Veröffentlichung
In China erschien am 1. August 2008 eine chinesische Version des Liedes auf dem Album Poptastic Conversation China. Der Text wurde in der chinesischen Fassung leicht geändert. Die Idee zur Aufnahme stammt von dem Berliner Kulturmanager George Lindt, der zuvor mit Farin auch einen Titel in japanischer Sprache aufgenommen hat für das Berliner Plattenlabel Fly Fast Records.
Die Ärzte veröffentlichten auf der so genannten Economy-Version des Albums Jazz ist anders eine Fassung von Junge mit alternativem Text. Hier wird das Lied aus Sicht des Sohnes vorgetragen und heißt folglich Eltern: „Eltern, warum habt ihr mich gezeugt? Ich weiß, es waren die 60er, ihr hattet kein Geld für Kondome. Kanntet ihr nicht Coitus interruptus, ihr hättet mich auch an die Wand spritzen können, dann müsst ich hier jetzt nicht so rumstehn.“

## Rezeption
Chartplatzierungen
Die Single erreichte in Deutschland Platz 1, in Österreich Platz 7 und in der Schweiz Platz 27 der Single-Charts. Auf der B-Seite der Single befinden sich die beiden von Bela B. geschriebenen Titel Das schönste Lied der Welt und Tut mir leid. Das Album erreichte in Deutschland Platz 1 und hielt sich insgesamt 68 Wochen in den Charts, in Österreich und der Schweiz stieg es jeweils bis auf Platz 2.
| ChartsChartplatzierungen | Höchstplatzierung | Wochen |
| ------------------------ | ----------------- | ------ |
| Deutschland (GfK)        | 1 (22 Wo.)        | 22     |
| Österreich (Ö3)          | 7 (13 Wo.)        | 13     |
| Schweiz (IFPI)           | 23 (6 Wo.)        | 6      |

| ChartsJahrescharts (2007) | Platzierung |
| ------------------------- | ----------- |
| Deutschland (GfK)         | 68          |

## Musikvideo
Das Video zu dem Lied hatte bereits am 14. September 2007 bei MTV Weltpremiere. Aus Jugendschutzgründen darf vor 22 Uhr jedoch nur eine gemäßigte Version des Videos gezeigt werden, denn in dem Original-Video werden zombieartige Gestalten vor der Kulisse einer Reihenhaussiedlung gezeigt, die lebenden Menschen Organe aus dem Körper reißen und diese essen. Das Musikvideo enthält mehrere Anspielungen auf den britischen Film Shaun of the Dead, die Anfangsszene des Videos ist eine Anspielung auf den Film Arlington Road.

## Coverversionen

### Heino
Das Lied wurde im Januar 2013 von Heino als erstes Stück und als einzige Single-Auskopplung seines Albums Mit freundlichen Grüßen gecovert. In seiner Version sind die Gitarrenriffs teils durch Bläser, teils durch akustische Gitarren ersetzt. Heino sang das Lied am 23. Februar 2013 live in der Fernsehsendung Wetten, dass..? im Rahmen einer „Stadtwette“ zusammen mit mehr als 100 als Frauen verkleideten Männern. Seine Version des Liedes erreichte als Höchstplatzierung Platz 27 in den deutschen Singlecharts. Damit konnte sich Heino zum ersten Mal seit 23 Jahren wieder in den deutschen Singlecharts platzieren. Zunächst war in einigen Pressemeldungen zu lesen, Die Ärzte hätten sich negativ über Heinos Version geäußert. Dies wurde jedoch von der Plattenfirma Hot Action Records dementiert.
Heino betonte in Interviews, dass er den von den Ärzten ironisch gemeinten und auch mit ironisierender Betonung gesungenen Text nicht ironisch, sondern ernst meint.
Da Heino weder Text noch Arrangement des Liedes veränderte, konnte er seine Version veröffentlichen, ohne sich eine Zustimmung der Ärzte einholen zu müssen. Allerdings gingen die GEMA-Einnahmen seiner Version an die Ärzte, während Heino selbst an den Einnahmen der Verkäufe des Liedes partizipierte.

### Xavier Naidoo
Xavier Naidoo coverte das Lied 2013 auf seinem Album Bei meiner Seele. Das Lied werde von Naidoo „ohne jegliche Punk-Attitüde, dafür mit Gefühl und ruhiger Melodie“ präsentiert. Laut Daniel Göbel von der HNA wirke Naidoos Coverversion wie eine „Parodie auf Heino“.

### Paula Carolina
Es gibt zudem eine Interpretation des Songs von der Sängerin Paula Carolina.